# Żołobina
Żołobina – zalesiony szczyt o wysokości 780 m n.p.m. w Bieszczadach Zachodnich.

## Pieszy szlak turystyczny
- pieszy zielony Terka – Krysowa